# NGC 1873
NGC 1873 is een open sterrenhoop in de Grote Magelhaense Wolk in het sterrenbeeld Goudvis. Het hemelobject werd op 2 januari 1837 ontdekt door de Britse astronoom John Herschel.

## Synoniemen
- ESO 85-SC54